# Stjepan Hauser
Stjepan Hauser (Pula, 15 de junio de 1986), conocido profesionalmente como HAUSER, es un chelista croata.

## Biografía
Es originario de la ciudad de Pula en Istria, donde comenzó su educación musical básica. Después estudió el bachillerato en Rijeka, donde se graduó.
Se le han otorgado 21 premios en concursos tanto nacionales como internacionales. Se ha presentado como solista y acompañado de
orquestas importantes alrededor de Croacia y en el extranjero.
Se presentó en Eslovenia, Holanda, Irlanda, Bélgica, Austria, Albania, Alemania, Francia, Italia, España, Suiza, Nueva Zelandia, los Estados Unidos y Gran Bretaña. Debutó exitosamente en el Wigmore Hall, en la Iglesia St Martin-in-the-Fields y en la Iglesia de San José en la Plaza San Juan Smith (St. John's Smith Square, en inglés), de Londres. Ha sido laureado en las competencias más prestigiosas del Reino Unido. 
Stjepan fue uno de los últimos chelistas escuchados por Mstislav Rostropóvich antes de morir. Y también por estar entre los últimos estudiantes de Rostropóvich, Stjepan ha tocado en cuatro conciertos dedicados al maestro. 
Este joven músico ha sido reconocido por grandes artistas como Heinrich Schiff, Ralph Kirshbaum, Valter Despalj, Philippe Müller, Thomas Demenga, Reinhard Latzko, Young-Chang Cho, Karine Georgian, Roel Dieltiens, Hyoung-Won Chang, Silvia Sondeckiene, Karoly Botvay, Alexander Ivashkin, Daniel Weiss, Ivry Gitlis, Stephen Kovacevich, Rivka Golani y David Martín Gutiérrez, entre otros.
En octubre del 2006, fue el único chelista escogido para presentarse en un concierto de gala en Palazzo Vecchio, Florencia, donde tocó para Rostropóvich, quien resultó de los más impresionado. Después de este éxito, Stjepan ha sido invitado a tocar en festivales importantes de Europa. 
Junto con la violinista eslovena Lana Trotovšek y la pianista japonesa Yoko Misumi, Hauser es parte del Greenwich Trio, al que el legendario chelista Bernard Greenhouse ha apodado el nuevo Beaux Arts Trio. Han ganado varios premios en competencias de música de Reino Unido, Bélgica e Italia. 
En abril de 2008, tocó en el Palacio de Buckingham para S. A. R. Carlos de Gales y su esposa Camila, Duquesa de Cornualles. También asistieron al evento personajes del medio público: Donald Trump, Liam Neeson. 
En Holland Music Sessions de 2009 fue invitado a participar en una serie de conciertos llamada New Masters on tour, donde se presentan artistas jóvenes en los centros musicales más importantes de toda Europa.
Junto con el croata-esloveno Luka Šulić, armaron en 2011 el dúo 2Cellos, que debutó con su versión de Smooth Criminal, de Michael Jackson.

## Discografía
- Hauser Classics: Song to the Moon (Canción a la Luna de la ópera Rusalka por Antonín Dvořák)